# 仕事効果
仕事効果（しごとこうか、workdown effect）は、火薬類の効果を示す尺度の一つである。
火薬類が爆発するときには、大量の熱とガスが発生して断熱膨張し、外界へ影響を及ぼす。これを仕事効果と呼ぶ。この仕事効果を表す目安として火薬力、トラウズル値などがある。